# Kelleys Island, Ohio
Kelleys Island, Ohio (енгл. Kelleys Island) град је у америчкој савезној држави Охајо.

## Демографија
По попису из 2010. године број становника је 312, што је 55 (-15,0%) становника мање него 2000. године.
| Група             | 2000.       | 2010.       |
| Белци             | 365 (99,5%) | 304 (97,4%) |
| Афроамериканци    | 1 (0,3%)    | 1 (0,3%)    |
| Азијати           | 0 (0,0%)    | 2 (0,6%)    |
| Хиспаноамериканци | 1 (0,3%)    | 4 (1,3%)    |
| Укупно            | 367         | 312         |